# 黃鈺仁
黃鈺仁（Huane Yu-Jen，1997年6月9日—）是台灣男子跆拳道運動員，就讀於國立彰化師範大學運動學系學士班。

## 國際賽經歷
- 2014年亞洲運動會在54公斤級金牌戰不敵韓國選手金泰勳，奪得銀牌。
- 2017年參加台北世大運，與劉威廷、何嘉欣、楊宗燁代表中華隊在跆拳道男子團體賽奪得銀牌。
- 2018年亞洲運動會在68公斤級八強賽不敵伊朗Amirmohammad Bakhshikalhori，止步八強。
- 2020年東京奧運在68公斤級十六強賽不敵伊朗選手米爾哈什姆·何塞尼，止步十六強，此次參賽也是黃鈺仁首次參與奧運。[3][4][5]

## 外部連結
- 黃鈺仁的Instagram帳戶